# Estanque de Viella
El Estanque de Viella  (en aranés Estanh de Vielha) es un Lugar de Importancia Comunitaria situado en la provincia de Lérida, comunidad autónoma de Cataluña, España. Es una pequeña balsa de agua de origen natural de 0,3 hectáreas enclavada en una pequeña cubeta natural y alimentada por una fuente, ubicada en la solana de una zona de prados naturales dentro del dominio de los  bosques de pino rojo a 1650 metros de altitud. El espacio está protegido por el Plan de Espacios de Interés Natural (PEIN) de la Generalidad de Cataluña y por la Red Natura 2000  ES5130006, Estanh de Vielha.

## Descripción
Su principal interés viene dado por la presencia de comunidades acuáticas higrófilas muy raras en Cataluña como son  Alopecurus aequalis,  Rorippa islandica y  Luronium natans. Particularmente esta última especie está estrictamente protegida y catalogada a nivel nacional en peligro dentro del Atlas y Libro Rojo de la Flora Vascular Amenazda de España. Es una planta a nivel peninsular con únicamente cinco núcleos aislados descritos, de distribución muy fragmentada y acusadas fluctuaciones, que vive dentro de hábitats muy sensibles. El grado de protección de la balsa es suficiente ya que se encuentra dentro del PEIN, además es refugio de pesca y se encuentra situada dentro de un monte de Utilidad Pública. Por otra parte, no se observan impactos o amenazas destacables, siendo la principal su uso como abrevadero para el ganado, por el riesgo que conlleva de eutrofización de las aguas o de alteración por pisoteo de la vegetación acuática.